# Snoqualmie Pass (Washington)
Snoqualmie Pass è un census-designated place (CDP) degli Stati Uniti d'America, situato nello stato di Washington, diviso tra la contea di King e la contea di Kittitas.